# CSKA Arena
CSKA Arena (en russe : ЦСКА Арена), anciennement connu sous le nom de VTB Ice Palace (en russe : ВТБ Ледовый дворец) et Legends Park (en russe : Парк Легенд), est un complexe sportif situé à Moscou en Russie. Son sponsor principal est VTB.

## Histoire
Le Palais de glace a ouvert ses portes le 26 avril 2015. C'est l'arène du club de la KHL CSKA Moscou depuis 2018.
À partir de 2015, c'était le stade de l'équipe de hockey sur glace de KHL Dynamo Moscou avant qu'ils ne déménagent dans leur propre arène, le VTB Arena en janvier 2019. De 2017 à 2021, c'était l'arène du Spartak Moscou avant qu'ils n'annoncent leur intention de déménager dans un autre palais des sports de Moscou Megasport.
Il y avait aussi des rumeurs selon lesquelles la section basket-ball du CSKA utiliserait l'arène pour leurs matchs d'EuroLigue à domicile, mais ils ont décidé de les jouer au Megasport Arena à la place.

## Galerie

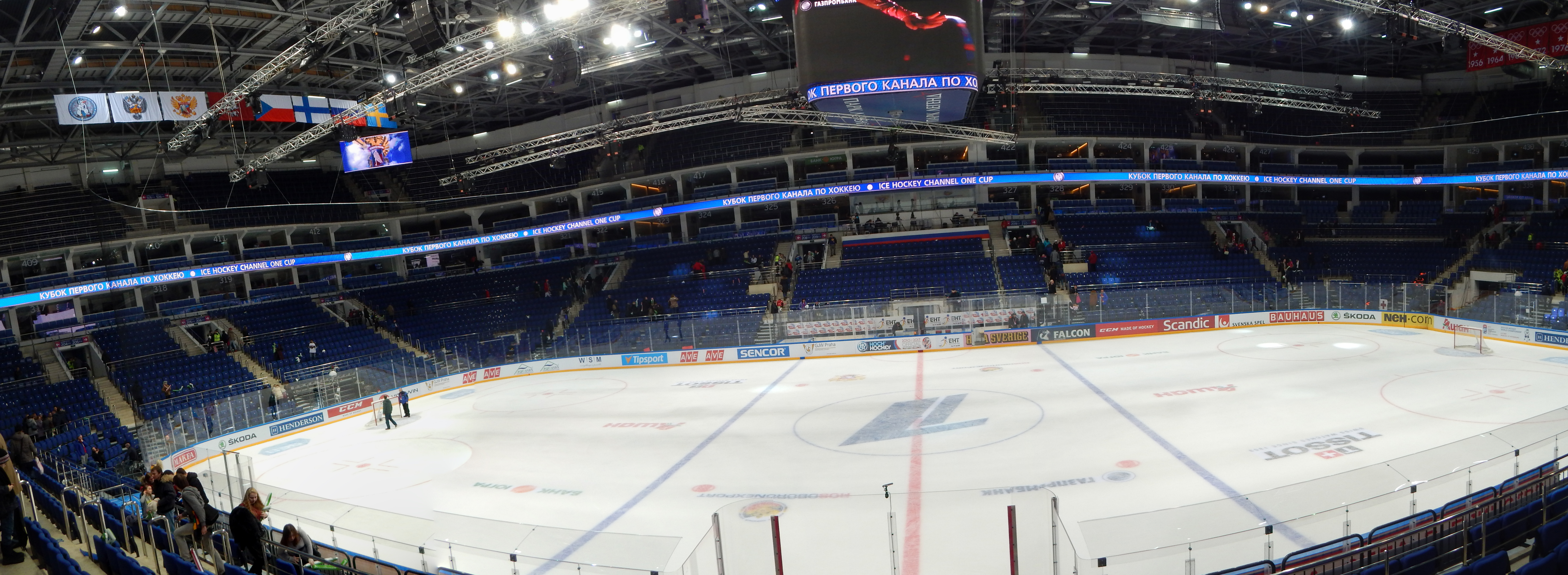
Channel One Cup (Sector 202)
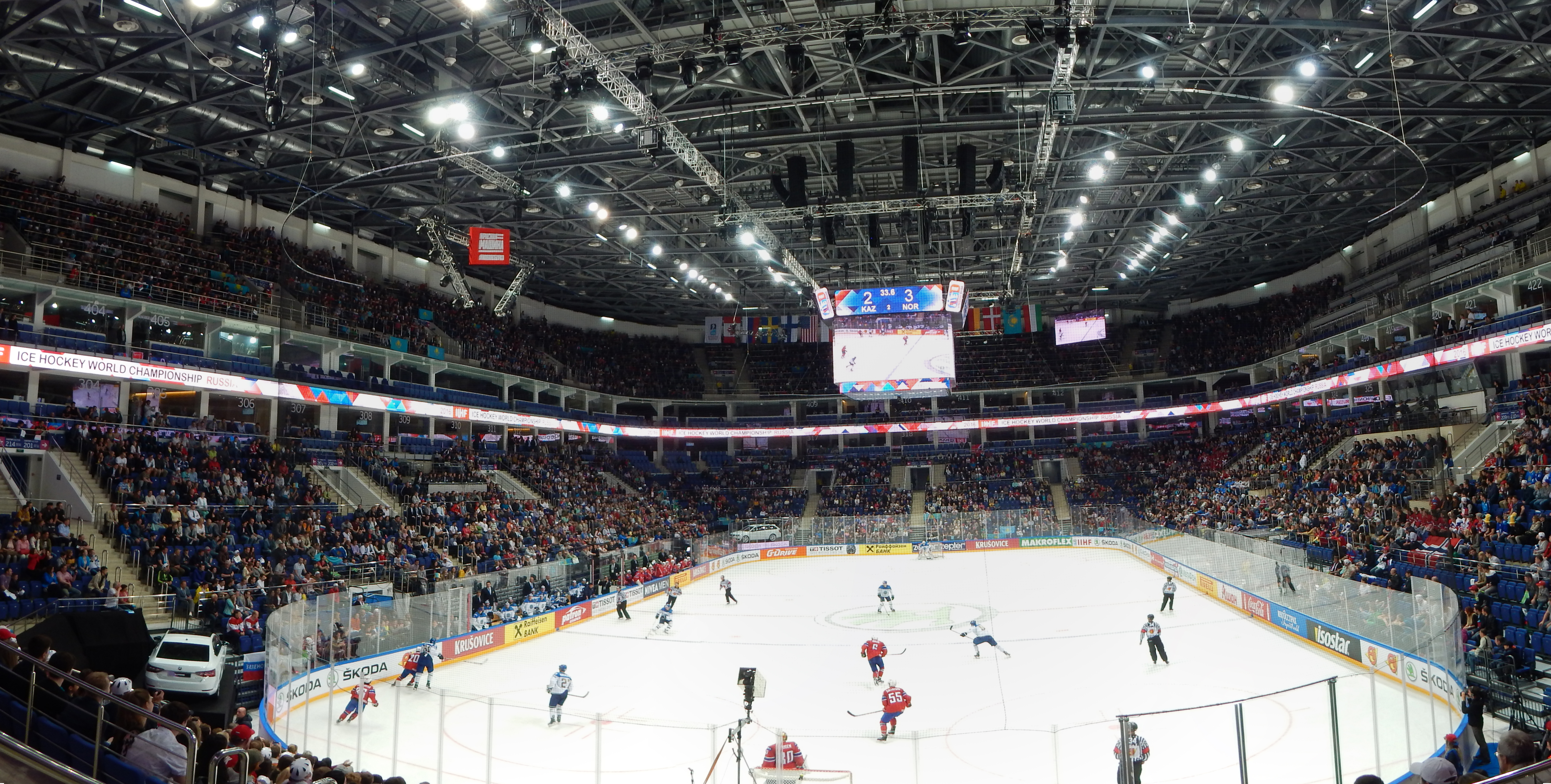
2016 IIHF World Championship (Sector 212)
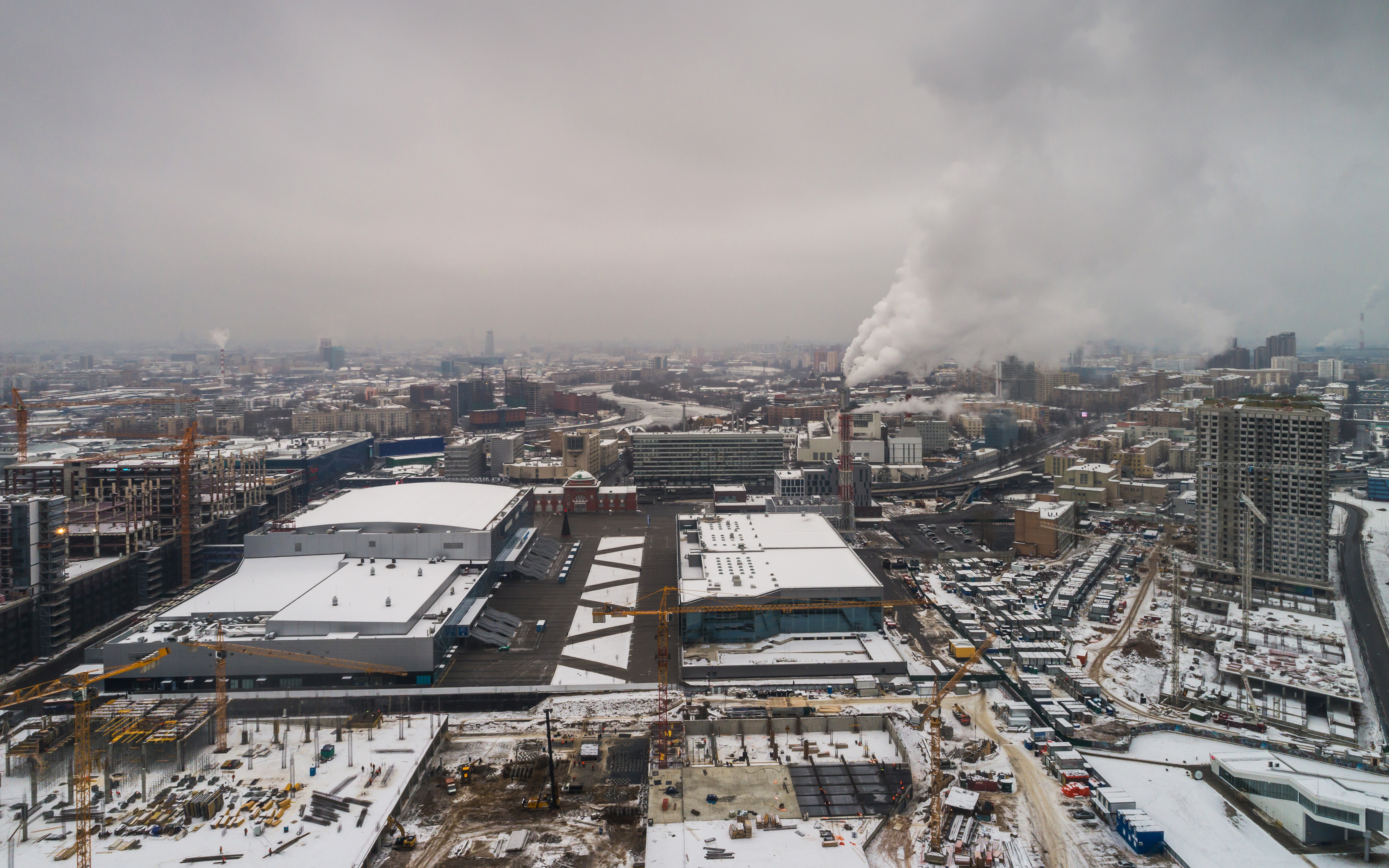
Aerial photo of former ZiL plant, Moscow (2018)
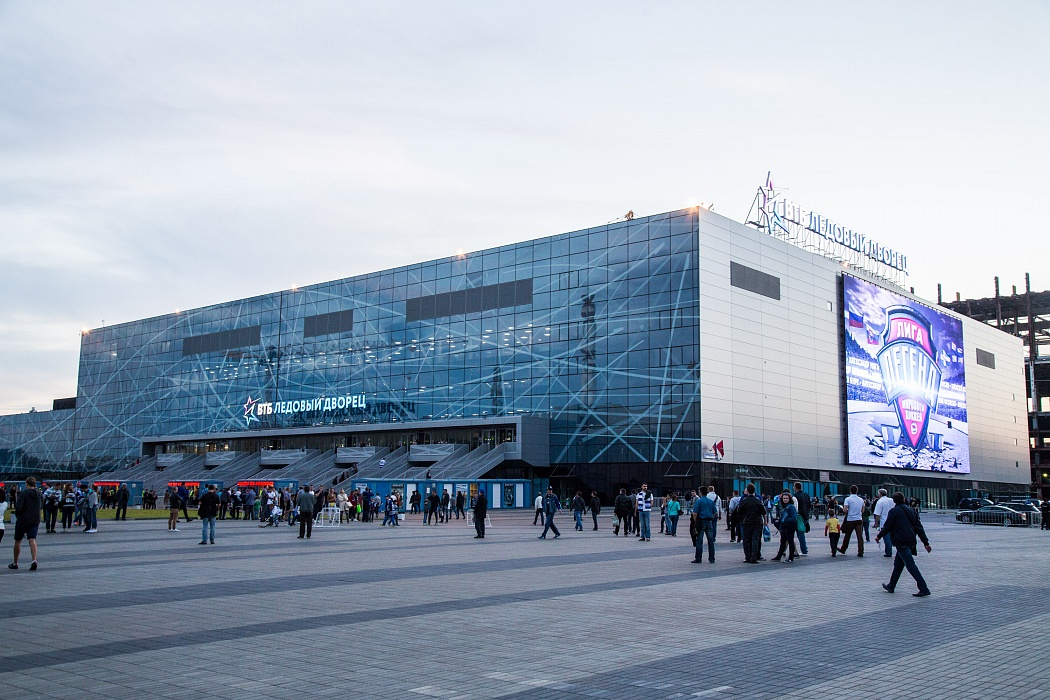